# Japan op de Olympische Winterspelen 2010

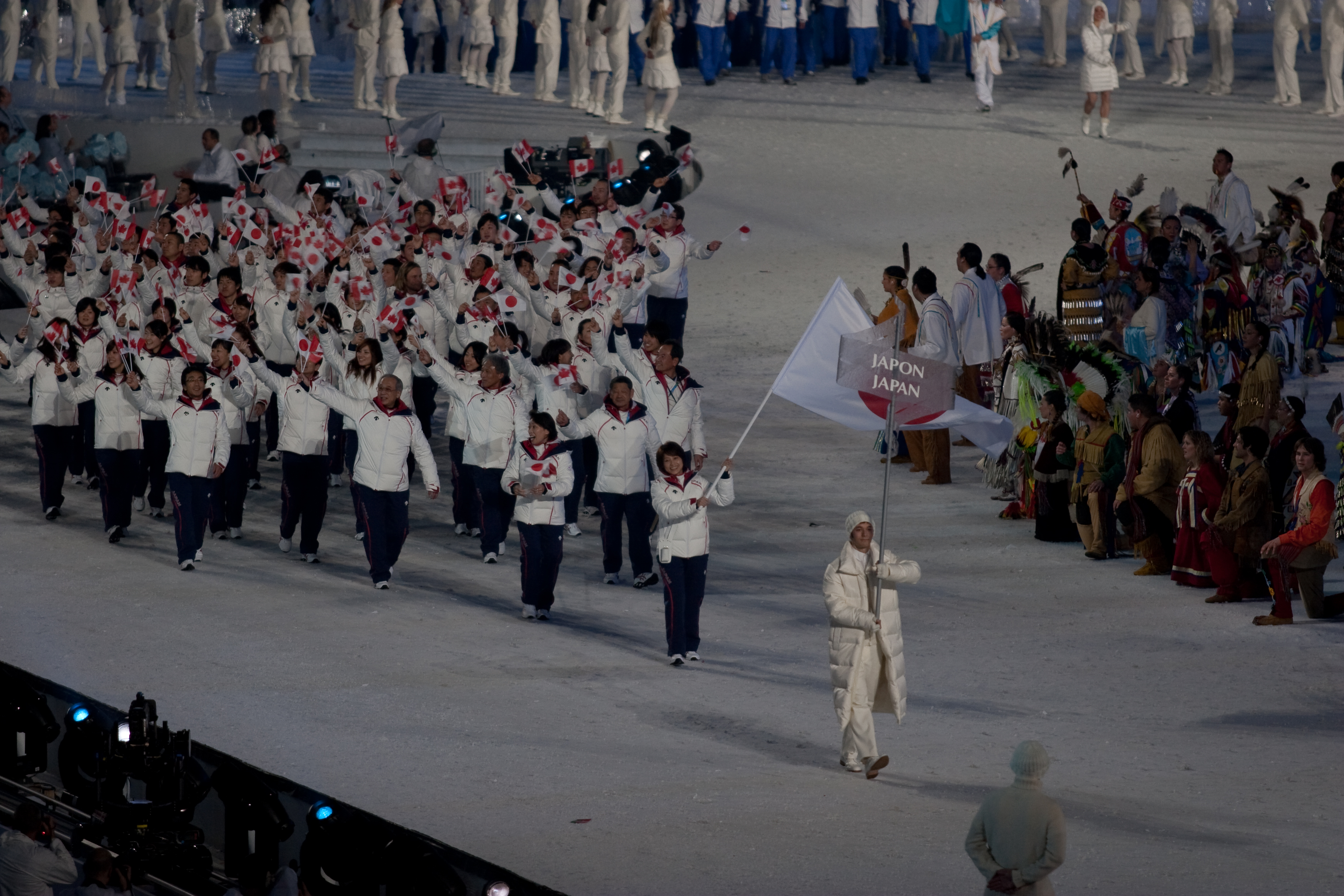
Het team van Japan bij de opening

Tijdens de Olympische Winterspelen van 2010, die in Vancouver (Canada) werden gehouden, nam Japan voor de negentiende keer deel aan de Winterspelen.

## Medailleoverzicht
| Sport          | Olympiër                              | Discipline             | Medaille |
| -------------- | ------------------------------------- | ---------------------- | -------- |
| Kunstschaatsen | Mao Asada                             | vrouwen                | Zilver   |
| Schaatsen      | Keiichiro Nagashima                   | 500 m (m)              | Zilver   |
| Schaatsen      | Masako Hozumi Nao Kodaira Maki Tabata | ploegachtervolging (v) | Zilver   |
| Kunstschaatsen | Daisuke Takahashi                     | mannen                 | Brons    |
| Schaatsen      | Joji Kato                             | 500 m (m)              | Brons    |

## Deelnemers en resultaten

### Alpineskiën
| Olympiër         | Discipline | Resultaat | Prestatie                     |
| ---------------- | ---------- | --------- | ----------------------------- |
| Kentaro Minagawa | Slalom (m) | DNF       | DNF-1                         |
| Akira Sasaki     | Slalom (m) | 18e       | 1.41,76 (+2,44) — 49,41+52,35 |

### Biatlon
| Olympiër      | Discipline              | Resultaat | Prestatie                                 |
| ------------- | ----------------------- | --------- | ----------------------------------------- |
| Hidenori Isa  | 10 km sprint (m)        | 68e       | 27.42,2 (+3.34,4) pen.: 3 (1 + 2)         |
| Hidenori Isa  | 20 km individueel (m)   | 83e       | 58.06,2 (+9.43,7) pen.: 9 (3 + 0 + 3 + 3) |
|               |                         |           |                                           |
| Fuyuko Suzuki | 7,5 km sprint (v)       | 44e       | 21.58,0 (+2.02,4) pen.: 1 (1 + 0)         |
| Fuyuko Suzuki | 10 km achtervolging (v) | 54e       | 36.41,9 (+6.25,9) pen.: 1 (0 + 0 + 0 + 1) |
| Fuyuko Suzuki | 15 km individueel (v)   | 53e       | 46.30,3 (+5.37,5) pen.: 3 (1 + 1 + 0 + 1) |

### Bobsleeën
| Olympiër                                                        | Discipline      | Resultaat | Prestatie                                                    |
| --------------------------------------------------------------- | --------------- | --------- | ------------------------------------------------------------ |
| Hiroshi Suzuki Ryuichi Kobayashi                                | tweemansbob (m) | 21e       | 2.39,67 (53,24 / 53,30 / 53,13 / niet geplaatst voor 4e run) |
| Hiroshi Suzuki Ryuichi Kobayashi Shinji Doigawa Masaru Miyauchi | viermansbob (m) | 21e       | 2.38,76 (52,09 / 54,16 / 52,53 / niet geplaatst voor 4e run) |
|                                                                 |                 |           |                                                              |
| Manami Hino Asazu Konomi                                        | tweemansbob (v) | 16e       | 3.38,38 (54,64 / 54,78 / 54,65 / 54,31)                      |

### Curling
| Olympiër                                                           | Discipline | Resultaat | Prestatie |
| ------------------------------------------------------------------ | ---------- | --------- | --- |
| Kotomi Ishizaki Moe Meguro Mari Motohashi Anna Ohmiya Mayo Yamaura | vrouwen    | 8e        | Groepsfase: 9- 7 Verenigde Staten 6- 7 Canada 5- 9 China 10- 4 Groot-Brittannië 12- 9 Rusland 6- 7 Duitsland 4-10 Zwitserland 6-10 Zweden 5- 7 Denemarken |

### Freestyleskiën
| Olympiër         | Discipline    | Resultaat | Prestatie                                                      |
| ---------------- | ------------- | --------- | -------------------------------------------------------------- |
| Sho Endo         | moguls (m)    | 7e        | 25.38 ptn kwalificatie: 20e - 23.00 ptn                        |
| Nobuyuki Nishi   | moguls (m)    | 9e        | 25.11 ptn kwalificatie: 12e - 23.78 ptn                        |
| Kai Ozaki        | moguls (m)    | 24e       | kwalificatie: 24e - uitgeschakeld: 22.07 ptn                   |
| Yugo Tsukita     | moguls (m)    | 17e       | 22.74 ptn kwalificatie: 23e - uitgeschakeld: 22.10 ptn         |
| Hiroomi Takizawa | ski cross (m) | 29e       | kwalificatie: 26e (1.15,03) achtste finale: 3e - uitgeschakeld |
|                  |               |           |                                                                |
| Miki Ito         | moguls (v)    | 12e       | 21.63 ptn kwalificatie: 12e - 22.40 ptn                        |
| Arisa Murata     | moguls (v)    | 8e        | 23.22 ptn kwalificatie: 15e - 21.81 ptn                        |
| Tae Satoya       | moguls (v)    | 19e       | 12.85 ptn kwalificatie: 22e - uitgeschakeld: 20.73 ptn         |
| Aiko Uemura      | moguls (v)    | 4e        | 24.68 ptn kwalificatie: 11e - 22.99 ptn                        |
| Noriko Fukushima | ski cross (v) | 22e       | kwalificatie: 21e (1.20,56) achtste finale: 3e - uitgeschakeld |

### Kunstrijden
| Olympiër              | Discipline | Resultaat | Prestatie                                                                 |
| --------------------- | ---------- | --------- | ------------------------------------------------------------------------- |
| Daisuke Takahashi     | mannen     | Brons     | 257.23 (korte kür: 90.25, vrije kür: 156.98)                              |
| Nobunari Oda          | mannen     | 7e        | 238.69 (korte kür: 84.85, vrije kür: 153.69)                              |
| Takahiko Kozuka       | mannen     | 8e        | 231.19 (korte kür: 79.59, vrije kür: 151.60)                              |
| Mao Asada             | vrouwen    | Zilver    | 205.50 (korte kür: 73.78, vrije kür: 131.72)                              |
| Miki Ando             | vrouwen    | 5e        | 188.86 (korte kür: 64.76, vrije kür: 124.10)                              |
| Akiko Suzuki          | vrouwen    | 8e        | 181.44 (korte kür: 61.02, vrije kür: 120.42)                              |
| Cathy Reed Chris Reed | ijsdansen  | 17e       | 159.60 (verplichte dans: 29.49, originele dans: 50.81, vrije dans: 79.30) |

### Langlaufen
| Olympiër                                                                  | Discipline              | Resultaat | Prestatie                                                           |
| ------------------------------------------------------------------------- | ----------------------- | --------- | ------------------------------------------------------------------- |
| Yuichi Onda                                                               | sprint (m)              | KF        | kwalificatie: 3.39,49 (+3,92) 11e; kwartfinale-1: 3.37,9 (+1,5) 4e  |
| Nobu Naruse                                                               | 15 km vrije stijl (m)   | 49e       | 36.01,6 (+2.25,3)                                                   |
| Nobu Naruse                                                               | 30 km achtervolging (m) | 39e       | 1:22.11,1 (+6.59,7)                                                 |
| Nobu Naruse                                                               | 50 km klassiek (m)      | 35e       | 2:10.59,2 (+5.23,7)                                                 |
| Nobu Naruse Yuichi Onda                                                   | teamsprint (m)          | HF        | halve finale-2: 18.54,8 (7e)                                        |
|                                                                           |                         |           |                                                                     |
| Nobuko Fakuda                                                             | 10 km vrije stijl (v)   | 52e       | 27.47,7 (+2.49,3)                                                   |
| Masako Ishida                                                             | 15 km achtervolging (v) | 20e       | 42.24,3 (+2.26,2)                                                   |
| Masako Ishida                                                             | 30 km klassiek (v)      | 5e        | 1:31.56,5 (+1.22,8)                                                 |
| Michiko Kashiwabara                                                       | 10 km vrije stijl (v)   | 61e       | 28.32,0 (+3.33,6)                                                   |
| Madoka Natsumi                                                            | sprint (v)              | KF        | kwalificatie: 3.48,48 (+10,43) 22e; kwartfinale-4: 3.42,6 (+2,4) 6e |
| Madoka Natsumi                                                            | 30 km klassiek (v)      | 31e       | 1:37.35,4 (+7.01,7)                                                 |
| Nobuko Fakuda Madoka Natsumi                                              | teamsprint (v)          | HF        | halve finale-1: 19.51,7 (7e)                                        |
| Team Japan Madoka Natsumi Masako Ishida Nobuko Fakuda Michiko Kashiwabara | 4× 5 km (v)             | 9e        | 57.40,4 (+2.20,9 15.03,0 14.50,4 13.34,5 14.12,5                    |

### Noordse combinatie
| Olympiër                                                    | Discipline                   | Resultaat | Prestatie                                                                               |
| ----------------------------------------------------------- | ---------------------------- | --------- | --------------------------------------------------------------------------------------- |
| Daito Takahashi                                             | gundersen normale schans (m) | 27e       | schansspringen: 98,0 m - 119,5 p (13e + 1.04) langlaufen: 27.25,0                       |
| Taihei Kato                                                 | gundersen normale schans (m) | 24e       | schansspringen: 96,5 m - 114,0 p (28e) langlaufen: 27.09,9                              |
| Taihei Kato                                                 | gundersen grote schans (m)   | 30e       | schansspringen: 112,5 m - 90,2 p (31e + 2.27) langlaufen: 28.38,0                       |
| Norihito Kobayashi                                          | gundersen normale schans (m) | 7e        | schansspringen: 99,0 m - 121,0 p (12e + 0.58) langlaufen: 26.09,0                       |
| Norihito Kobayashi                                          | gundersen grote schans (m)   | 27e       | schansspringen: 112,0 m - 90,5 p (30e + 2.26) langlaufen: 28.26,1                       |
| Akito Watabe                                                | gundersen normale schans (m) | 21e       | schansspringen: 96,5 m - 114,5 p (27e + 1.24) langlaufen: 27.05,0                       |
| Akito Watabe                                                | gundersen grote schans (m)   | 9e        | schansspringen: 125,0 m - 112,5 p (9e + 0.58) langlaufen: 26.21,7                       |
| Yusuke Minato                                               | gundersen grote schans (m)   | 26e       | schansspringen: 110,0 m - 87,0 p (34e + 2.40) langlaufen: 28.10,0                       |
| Daito Takahashi Akito Watabe Norihito Kobayashi Taihei Kato | team (m)                     | 6e        | schansspringen: 132,2 / 112,0 / 110,0 / 121,7 = 475,9 p (4e + 0.41) langlaufen: 50.45,8 |

### Rodelen
| Olympiër        | Discipline | Resultaat | Prestatie                                     |
| --------------- | ---------- | --------- | --------------------------------------------- |
| Takahisa Oguchi | mannen     | 30e       | 3.19,043 (49,542 / 49,780 / 49,818 / 49,903)  |
|                 |            |           |                                               |
| Madoka Harada   | vrouwen    | 26e       | 2.50,480 (42,608 / 42,112 / 421,572 / 43,188) |
| Aya Yasuda      | vrouwen    | dsq       | gediskwalificeerd in 1e run                   |

### Schaatsen
| Olympiër                                                    | Discipline               | Resultaat | Prestatie |
| ----------------------------------------------------------- | ------------------------ | --------- | --- |
| Joji Kato                                                   | 500 m (m)                | Brons     | 70,013 (34,937 + 35,076)                                                                                              |
| Yuya Oikawa                                                 | 500 m (m)                | 13e       | 70,428 (35,174 + 35,254)                                                                                              |
| Akio Ota                                                    | 500 m (m)                | 17e       | 70,662 (35,315 + 35,347)                                                                                              |
| Keiichiro Nagashima                                         | 500 m (m)                | Zilver    | 69,984 (35,108 + 34,876)                                                                                              |
| Keiichiro Nagashima                                         | 1000 m (m)               | 37e       | 1.12,71 |
| Ryohei Haga                                                 | 1000 m (m)               | 29e       | 1.11,46 |
| Tadashi Obara                                               | 1000 m (m)               | 17e       | 1.10,51 |
| Teruhiro Sugimori                                           | 1000 m (m)               | 26e       | 1.11,13 |
| Teruhiro Sugimori                                           | 1500 m (m)               | 26e       | 1.49,19 |
| Shigeyuki Dejima                                            | 5000 m (m)               | 27e       | 6.43,82 |
| Shingo Doi                                                  | 1500 m (m)               | 30e       | 1.49,77 |
| Hiroki Hirako                                               | 5000 m (m)               | 19e       | 6.33,90 |
| Hiroki Hirako                                               | 10.000 m (m)             | 11e       | 13.37,56 |
| Shingo Doi Shigeyuki Dejima Hiroki Hirako Teruhiro Sugimori | ploegenachtervolging (m) | 8e        | kwartfinale: 3.48,15, verloor van Verenigde Staten 7e/8e plaats: 3.49,11, verloor van Zweden                          |
|                                                             |                          |           | |
| Shihomi Shinya                                              | 500 m (v)                | 14e       | 77,729 (38,964 + 38,765)                                                                                              |
| Tomomi Okazaki                                              | 500 m (v)                | 16e       | 78,031 (38,971 + 39,060)                                                                                              |
| Tomomi Okazaki                                              | 1000 m (v)               | 34e       | 1.19,41 |
| Nao Kodaira                                                 | 500 m (v)                | 12e       | 77,632 (38,835 + 38,797)                                                                                              |
| Nao Kodaira                                                 | 1000 m (v)               | 5e        | 1.16,80 |
| Nao Kodaira                                                 | 1500 m (v)               | 5e        | 1.58,20 |
| Sayuri Yoshii                                               | 500 m (v)                | 5e        | 76,998 (38,566 + 38,432)                                                                                              |
| Sayuri Yoshii                                               | 1000 m (v)               | 15e       | 1.17,81 |
| Sayuri Yoshii                                               | 1500 m (v)               | 26e       | 2.02,26 |
| Miho Takagi                                                 | 1000 m (v)               | 35e       | 1.19,53 |
| Miho Takagi                                                 | 1500 m (v)               | 23e       | 2.01,86 |
| Maki Tabata                                                 | 1500 m (v)               | 19e       | 2.00,12 |
| Eri Natori                                                  | 3000 m (v)               | 21e       | 4.18,18 |
| Masako Hozumi                                               | 3000 m (v)               | 6e        | 4.07,36 |
| Masako Hozumi                                               | 5000 m (v)               | 7e        | 7.04,96 |
| Shiho Ishizawa                                              | 3000 m (v)               | 15e       | 4.15,62 |
| Shiho Ishizawa                                              | 5000 m (v)               | 9e        | 7.12,23 |
| Masako Hozumi Nao Kodaira Maki Tabata                       | ploegenachtervolging (v) | Zilver    | kwartfinale: 3.02,89, won van Zuid-Korea halve finale: 3.02,72, won van Polen Om goud: 3.02,84, verloor van Duitsland |

### Schansspringen
| Olympiër                                                    | Discipline              | Resultaat | Prestatie |
| ----------------------------------------------------------- | ----------------------- | --------- | --- |
| Daiki Ito                                                   | normale schans ind. (m) | 15e       | 249,5 p. (100,5 m en 100,0 m) kwalificatie 5e — 134,5 p. (104,5 m) |
| Daiki Ito                                                   | grote schans ind. (m)   | 20e       | 216,9 p. (117,0 m en 128,5 m) kwalificatie 2e — 142,6 p. (139,5 m) |
| Noriaki Kasai                                               | normale schans ind. (m) | 17e       | 244,5 p. (99,0 m en 100,5 m) kwalificatie 6e — 133,5 p. (105,5 m) |
| Noriaki Kasai                                               | grote schans ind. (m)   | 8e        | 239,2 p. (121,5 m en 135,0 m) kwalificatie 1e — 143,5 p. (142,5 m) |
| Taku Takeuchi                                               | normale schans ind. (m) | 34e       | 110,5 p. (94,5 m en dnq) kwalificatie 33e — 113,5 p. (96,0 m) |
| Taku Takeuchi                                               | grote schans ind. (m)   | 37e       | 83,9 p. (110,5 m en dnq) kwalificatie 22e — 121,6 p. (129,5 m) |
| Shohei Tochimoto                                            | normale schans ind. (m) | 37e       | 108,5 p. (93,5 m en dnq) kwalificatie 39e — 111 p. (95,0 m) |
| Shohei Tochimoto                                            | grote schans ind. (m)   | 45e       | 73,4 p. (105,5 m en dnq) kwalificatie 19e — 123,4 p. (130,5 m) |
| Team Daiki Ito Taku Takeuchi Shohei Tochimoto Noriaki Kasai | grote schans team (m)   | 5e        | 1007,7 punten 122,1 p. (129,5 m.) + 130,8 p. (133,5 m.) 113,4 p. (125,5 m.) + 122,1 p. (129,5 m.) 118,4 p. (128,0 m.) + 126,6 p. (132,0 m.) 130,8 p. (133,5 m.) + 143,5 p. (140,0 m.) |

dnq: niet geplaatst voor de tweede ronde

### Shorttrack
| Olympiër                                                    | Discipline           | Resultaat | Prestatie                                                       |
| ----------------------------------------------------------- | -------------------- | --------- | --------------------------------------------------------------- |
| Takahiro Fujimoto                                           | 500 m (m)            | 26e       | vr1: 42,366 (4e)                                                |
| Takahiro Fujimoto                                           | 1000 m (m)           | 27e       | vr7: 1.26,359 (4e)                                              |
| Takahiro Fujimoto                                           | 1500 m (m)           | 17e       | vr6: 2.16,155 (3e), hf3: 2.15,984 (6e)                          |
| Yuzo Takamido                                               | 1000 m (m)           | 20e       | vr8: 1.26,074 (3e)                                              |
| Yuzo Takamido                                               | 1500 m (m)           | 29e       | vr3: 2.15,402 (5e)                                              |
| Jumpei Yoshizwa                                             | 500 m (m)            | 14e       | vr8: 42,158 (2e), kf3: 41,906 (4e)                              |
| Jumpei Yoshizwa                                             | 1500 m (m)           | 18e       | vr2: 2.30,701 (5e/adv), hf1: 2.15,129 (6e)                      |
|                                                             |                      |           |                                                                 |
| Ayuko Ito                                                   | 1000 m (v)           | 18e       | vr5: 1.31,137 (3e)                                              |
| Mika Ozawa                                                  | 1000 m (v)           | 15e       | vr3: 1.32,577 (2e), hf1: 1.32,183 (4e)                          |
| Mika Ozawa                                                  | 1500 m (v)           | 33e       | vr5: gediskwalificeerd                                          |
| Hiroko Sadakane                                             | 1500 m (v)           | 12e       | vr6: 2.28,046 (2e), hf1: 2.24,901 (4e), B-finale: 2.43,135 (4e) |
| Yui Sakai                                                   | 500 m (v)            | 17e       | vr6: 44,341 (3e)                                                |
| Biba Sakurai                                                | 500 m (v)            | 27e       | vr5: 45,146 (4e)                                                |
| Biba Sakurai                                                | 1000 m (v)           | 23e       | vr6: 1.36,416 (3e)                                              |
| Biba Sakurai                                                | 1500 m (v)           | 28e       | vr3: 2.30,458 (5e)                                              |
| Ayuko Ito Mika Ozawa Hiroko Sadakane Yui Sakai Biba Sakurai | 3000 m aflossing (v) | 7e        | hf2: 4.13,752 (3e), B-finale: 4.28,745 (4e)                     |

### Skeleton
| Olympiër        | Discipline | Resultaat | Prestatie                               |
| --------------- | ---------- | --------- | --------------------------------------- |
| Shinsuke Tayama | mannen     | 19e       | 3.35,17 (53,94 / 53,84 / 54,03 / 53,36) |
| Kazuhiro Koshi  | mannen     | 20e       | 3.35,28 (54,02 / 54,10 / 53,74 / 53,42) |
|                 |            |           |                                         |
| Nozomi Komuro   | vrouwen    | dsq       | 1e run gediskwalificeerd                |

### Snowboarden
| Olympiër         | Discipline               | Resultaat | Prestatie                                                                                        |
| ---------------- | ------------------------ | --------- | ------------------------------------------------------------------------------------------------ |
| Ryo Aono         | halfpipe (m)             | 9e        | kwalificatie: 2e; 43,1 ptn (33,2 en 43,1) finale: 32,9 ptn (32,9 en 29,1)                        |
| Kazuhiro Kokubo  | halfpipe (m)             | 8e        | kwalificatie: 2e; 42,5 ptn (42,1 en 42,5) finale: 35,7 ptn (30,5 en 35,7)                        |
| Kohei Kudo       | halfpipe (m)             | 14e       | kwalificatie: 7e; 37,1 ptn (3,2 en 37,1) halve finale: 33,5 ptn (30,6 en 33,5) - uitgeschakeld   |
| Daisuke Murakami | halfpipe (m)             | 27e       | kwalificatie: 15e; 23,5 ptn (15,1 en 23,5) - uitgeschakeld                                       |
| Yuki Nofuji      | parallelreuzenslalom (m) | 27e       | kwalificatie: 27e (1.23,88) - uitgeschakeld                                                      |
|                  |                          |           |                                                                                                  |
| Natsuko Doi      | cross (v)                | 14e       | kwalificatie: 14e (1.31,23) kwartfinale: 3e - uitgeschakeld                                      |
| Yuka Fujimori    | cross (v)                | 23e       | kwalificatie: dns - uitgeschakeld                                                                |
| Shiho Nakashima  | halfpipe (v)             | 13e       | kwalificatie: 14e; 31,4 ptn (31,4 en 12,3) halve finale: 34,9 ptn (34,9 en 15,2) - uitgeschakeld |
| Rana Okada       | halfpipe (v)             | 29e       | kwalificatie: 29e; 7,2 ptn (7,2 en 2,7) - uitgeschakeld                                          |
| Soko Yamaoka     | halfpipe (v)             | 16e       | kwalificatie: 9e; 37,0 ptn (34,8 en 37,0) halve finale: 30,6 ptn (30,6 en 24,9) - uitgeschakeld  |
| Tomoka Takeuchi  | parallelreuzenslalom (v) | 13e       | kwalificatie: 10e (1.24,42) achtste finale: verloren van Claudia Riegler ( AUT) - uitgeschakeld  |
| Eri Yanetani     | parallelreuzenslalom (v) | 21e       | kwalificatie: 21e (1.26,39) - uitgeschakeld                                                      |

dns: niet gestart
Albanië · Algerije · Andorra · Argentinië · Armenië · Australië · Azerbeidzjan · België · Bermuda · Bosnië en Herzegovina · Brazilië · Bulgarije · Canada · Chili · China · Chinees Taipei · Colombia · Cyprus · Denemarken · Duitsland · Estland · Ethiopië · Finland · Frankrijk · Georgië · Ghana · Griekenland · Groot-Brittannië · Hongarije · Hongkong · Ierland · IJsland · India · Iran · Israël · Italië · Jamaica · Japan · Kaaimaneilanden · Kazachstan · Kirgizië · Kroatië · Letland · Libanon · Liechtenstein · Litouwen · Macedonië · Marokko · Mexico · Moldavië · Monaco · Mongolië · Montenegro · Nederland · Nepal · Nieuw-Zeeland · Noord-Korea · Noorwegen · Oekraïne · Oezbekistan · Oostenrijk · Pakistan · Peru · Polen · Portugal · Roemenië · Rusland · San Marino · Senegal · Servië · Slovenië · Slowakije · Spanje · Tadzjikistan · Tsjechië · Turkije · Verenigde Staten · Wit-Rusland · Zuid-Afrika · Zuid-Korea · Zweden · Zwitserland